# Doris Ulmann
Pour les articles homonymes, voir Ulmann.
Doris Ulmann, née le 29 mai 1882 à New York où elle est morte le 28 août 1934 , est une photographe américaine. 
Elle est connue pour ses portraits des personnalités de la ville de New York, de la population rurale des Appalaches, des Gullah, réalisés entre 1928 et 1934.
Son style d'abord pictorialiste a évolué pour s'en détacher, créant ainsi le sien propre.
Elle a illustré le roman Roll, Jordan, Roll de Julia Peterkin publié en 1933 puis l'essai de Allen H. Eaton (en) Handicrafts of the Southern highlands publié en1937.

## Biographie

### Jeunesse et formation
Doris Ulmann est la fille de Bernhard Ulmann, né en Allemagne, et de Gertrude Maas Ulmann, tous les deux rattachés au courant du judaïsme dit du Judaïsme réformé a  elle a une sœur cadette Edna. Elle passe son enfance et son adolescence dans un appartement de Park Avenue. Sa mère meurt alors qu'elle est encore une enfant. Son père l'emmène avec lui voyager à l'étranger. Elle apprend le français, l'allemand et l'italien. Dès son enfance elle souffre de maux d'estomac qui évoluent vers un ulcère, malgré une opération réussie, elle restera fragile tout au long de sa vie, précarité également liée à son tabagisme et ses abus de consommation de café noir ,,,.

#### Études universitaires
En 1900, Doris Ulmann entre à la Ethical Culture Fieldston School (en) de New York en vue de devenir enseignante. elle y a pour professeur Lewis Hine connu pour ses photographies de migrants et d'enfants-ouvriers qui ont permis des changements quant à la législation américaine sur le travail des enfants,,.
Désireuse d'approfondir ses connaissances sur le droit et la psychologie elle entre au Teachers College de l'université Columbia en 1903,,.
Après l'obtention du Bachelor of Arts en 1907, elle étudie la photographie artistique auprès de Clarence Hudson White (en). Quand en 1914, ce dernier ouvre la Clarence H. White School of Photography (« École de photographie Clarence H. White »), Doris Ulmann s'y inscrit avec sa condisciple Laura Gilpin et d'autres futurs personnalités de la photographie telles que Margaret Bourke-White, Dorothea Lange, Paul Outerbridge et Ralph Steiner. Clarence H. White regroupe autour de lui de nombreux photographes membres du mouvement dit de la Photo-Secession sous l'impulsion de pictorialistes tels que Alfred Stieglitz et de Paul Strand. En 1916, Clarence H. White fonde le groupe Pictorial Photography in America,,,.
En 1917, Doris Ulmann épouse Charles H. Jaeger un chirurgien orthopédiste et professeur au Columbia University College of Physicians and Surgeons (en), le couple s'installe dans un appartement de la 86th Street (Manhattan) (en) à proximité de Central Park et du Metropolitan Museum of Art,.

### Carrière professionnelle
Une fois installée, Doris Ulmann commence à prendre des photos selon le style du pictorialisme, mais plusieurs clichés de portraits s'en écartent, elle commence à créer son propre style. Cependant son époux Charles H. Jaeger est élu trésorier du groupe Pictorial Photography in America (« La photographie picturale en Amérique ») et les photos de Doris Ulmann illustrent leurs documents cela jusqu'en 1926 . À la suite de la mort de Clarence H. White en 1925, cette même année est prononcé le divorce de Doris Ulmann d'avec Charles H. Jaeger,,.

#### La montée des femmes dans le monde la photographie

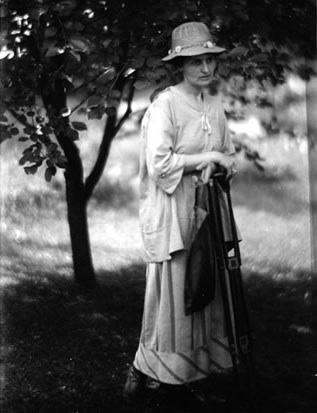
Autoportrait de Doris Ulmann.

Depuis le début du XXe siècle, l'influence des femmes dans le monde la photographie ne cesse de croître et c'est ainsi qu'en 1914 est créée la Women's Federation of the Photographers Association (« Fédération des femmes de l'association des photographes »), parmi ses membres figurent des femmes qui deviendront célèbres comme Julia Margaret Cameron, Gertrude Käsebier, Annie Brigman, Imogen Cunnigham et bien d'autres. En 1929, Doris Ulmann déclare que les femmes photographes développent leurs propres styles, leurs propres esthétiques indépendamment de leurs collègues masculins.

#### La professionnalisation

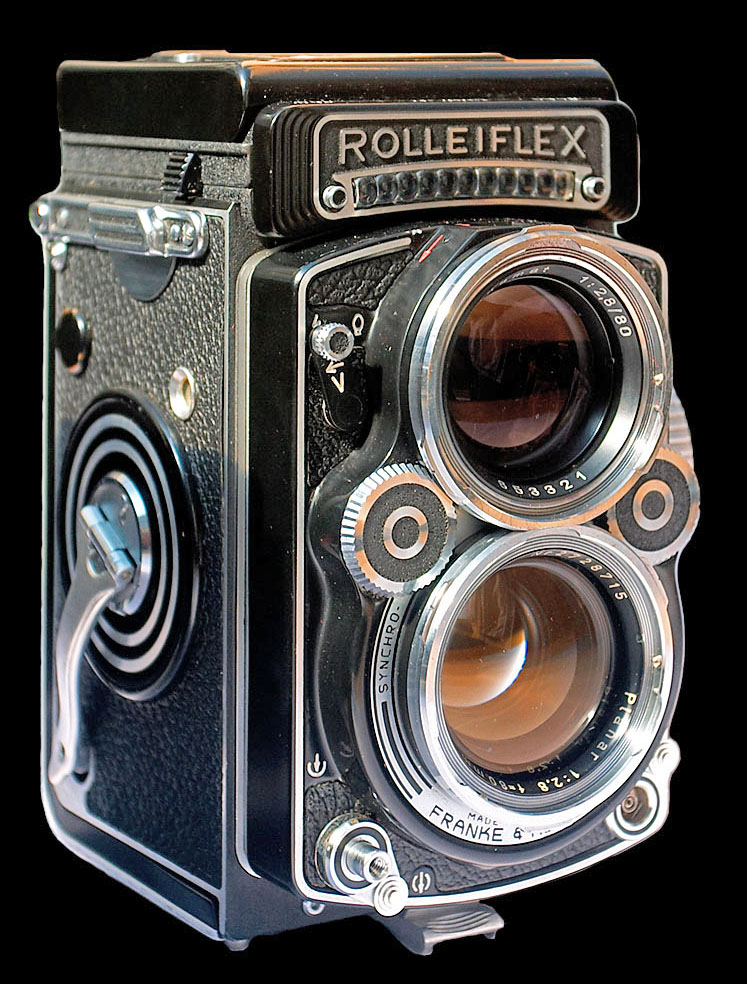
Rolleiflex

C'est en 1918 que débute la carrière de Doris Ulmann en tant que photographe professionnelle. Pendant sa carrière elle utilise un équipement qu'elle qualifie de old-fashioned (« démodé, passé de mode ») elle se méfie des nouveaux appareils photos dotés "d'astuces mécaniques", elle privilégie le purisme, c'est pourquoi elle refuse un Rolleiflex que lui offre John Jacob Niles (en) et préfère les appareils tripode.

##### Les portraits
Tout en continuant de photographier des paysages, Doris Ulmann commence à photographier les personnes qu'elle rencontre au gré de ses pérégrinations. Les premiers clichés sont ceux de célébrités de la société new-yorkaise.
Le succès de ses portraits lui permettent de les publier en trois volumes, le premier en 1919, The Faculty of the College of Physicians & Surgeons, Columbia University in the City of New York suivi en 1922 de A book of portraits of the faculty of the Medical Department of the Johns Hopkins University, Baltimore et enfin en 1925 A Portrait Gallery of American Editor, ce dernier livre est tiré à 375 exemplaires, avec une préface de Louis Evan Shipman (en) ainsi que la mise page et les fontes de caractères créées par son ami Frederic Goudy.

##### Les portraits des célébrités du monde des arts, du spectacle, des sciences et de la politique

###### Littérature

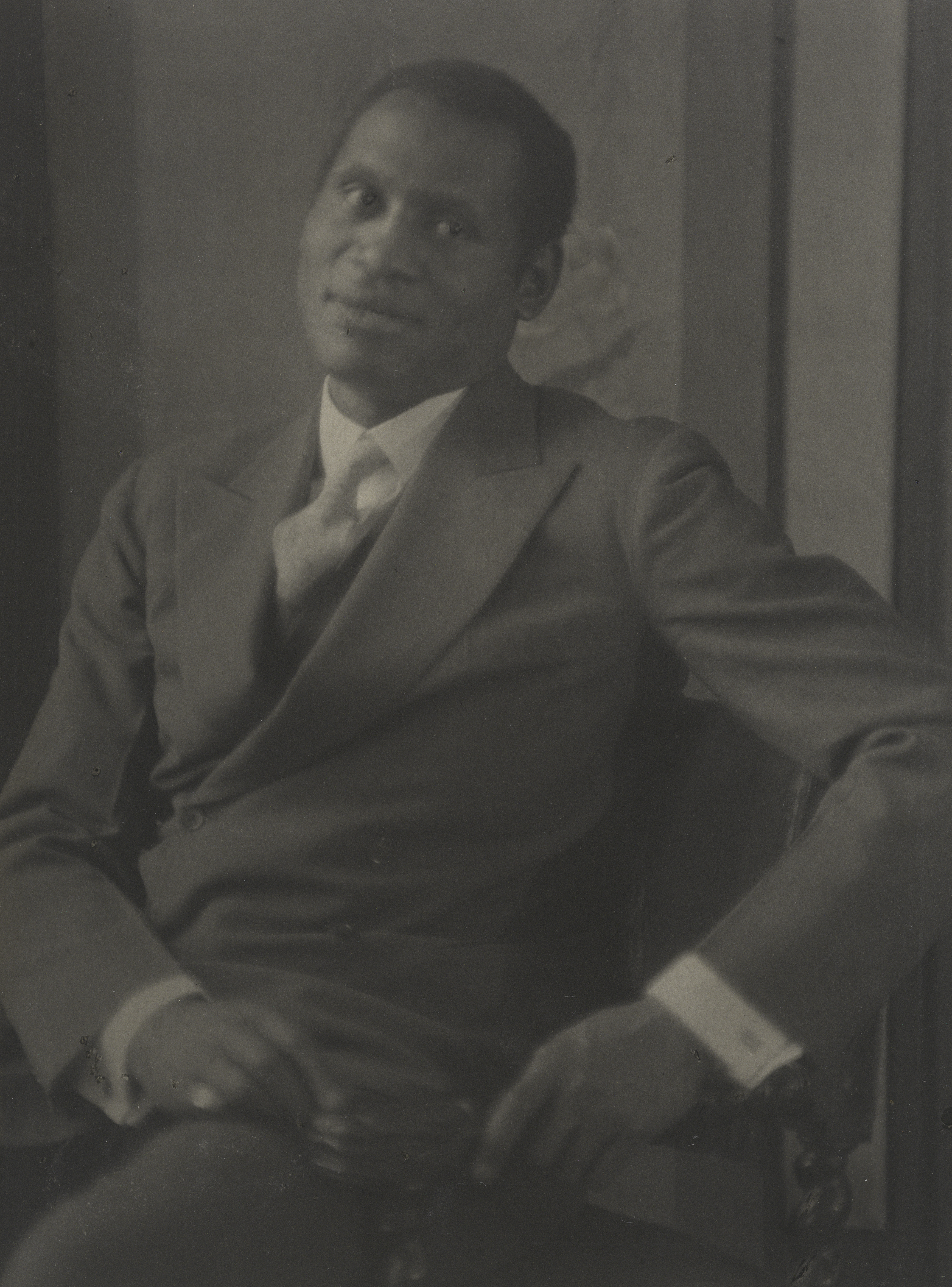
Paul Robeson photographié par Doris Ulmann.

Parmi les portraits de célébrités il y a ceux de la littérature américaine comme Sinclair Lewis, James Weldon Johnson, Fannie Hurst, Lewis Mumford, Esther Forbes, Waldo Frank, Oliver Lafarge, Max Eastman, Joseph Wood Krutch, Hamlin Garland, Thomas Wolfe, Thornton Wilder, puis ceux de la poésie américaine, Stephen Vincent Benet, Robert Frost, Louis Untermeyer (en), Edna St. Vincent Millay, auxquels il faut ajouter les auteurs britanniques comme John Galsworthy, John Drinkwater, Robert Bridges et le poète irlandais William Butler Yeats,.

###### Théâtre et cinéma
Les portraits sont ceux de Katherine Cornell, Lillian Gish, Paul Robeson.

###### Danse
Parmi les danseurs il y a Ruth St. Denis, Martha Graham, Anna Pavlova, Doris Humphrey .

###### Peinture et sculpture
Les portraits de Jose Clemente Orozco, Max Weber, Boardman Robinson, Childe Hassam, Malvina Hoffman, George Grey Barnard et Isamu Noguchi.

###### Illustration et photographie
Sont cités Charles Dana Gibson, Clarence H. White (en), Carl van Vechten.

###### Divers

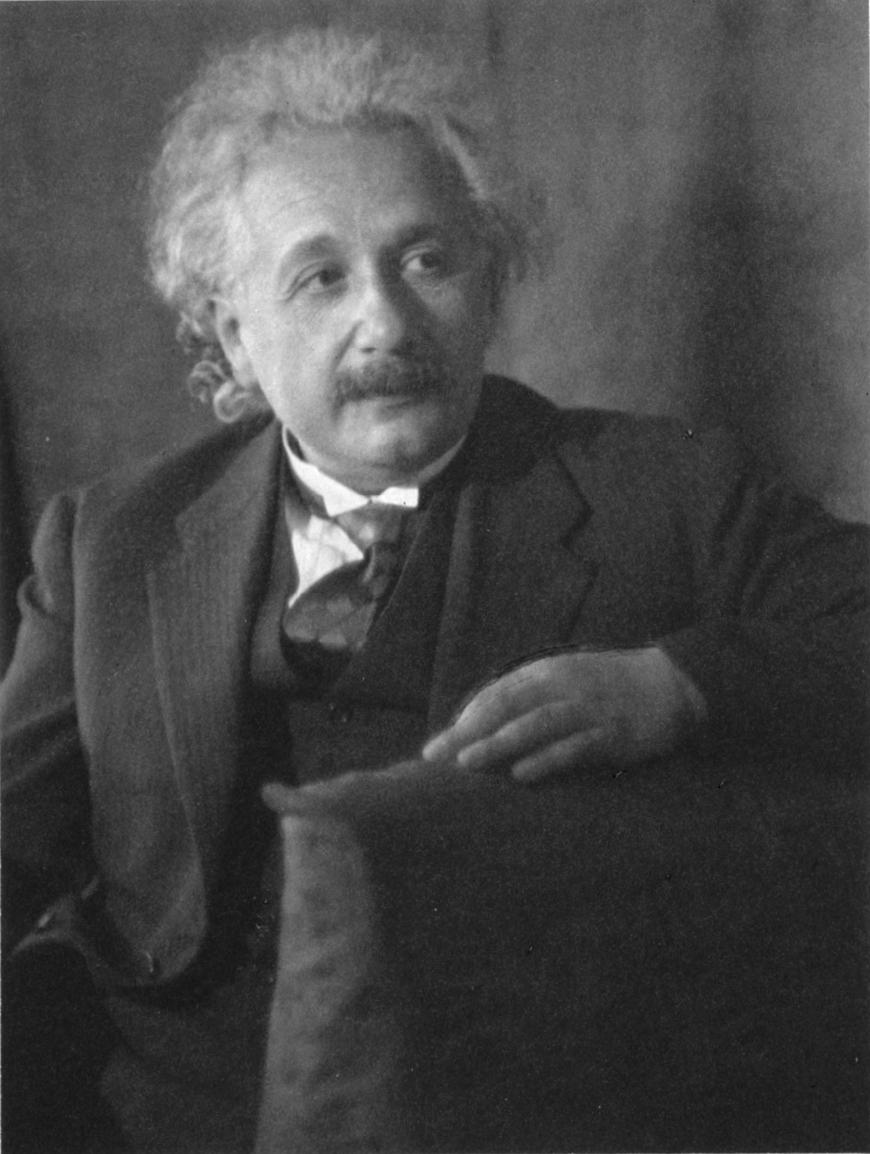
Albert Einstein photographié par Doris Ulmann

Doris Ulmann prend des clichés de diverses personnalités en dehors de la littérature et des divers arts comme Albert Einstein, Helen Keller, John Dewey, Felix Adler, Will Durant, William Averell Harriman ou Rabindranath Tagore.

###### Portraits réalisés sur place
Si la majorité de ces clichés sont pris dans son studio de New-York, quand il le faut, elle se déplace sur les lieux de résidences des personnalités. C'est ainsi qu'elle photographie Blair Niles dans son appartement de Manhattan, puis elle se rend en Virginie pour photographier Sherwood Anderson. Lors d'un voyage à Northampton dans l'État du Massachusetts elle fait une halte pour prendre un cliché du président Calvin Coolidge puis se rend à Washington pour photographier le vice président Charles Dawes.

#### À la recherche de son style
Ce n'est pas par hasard, si dans sa série de clichés concernant les photographes sont omis ceux de Alfred Stieglitz et des photographes qu'il protège comme Georgia O'Keeffe, Arthur Dove, Marsden Hartley, Joseph Stella et autres. En effet si à ses débuts Doris Ulmann est influencée par Alfred Stieglitz, peu à peu elle s'en écarte pour se tourner vers un style plus "conservateur", une esthétique plus traditionnelle la rapprochant de Lewis Mumford, Martha Graham, Edna St. Vincent Millay.

#### La renommée
La publication de A Portrait Gallery of American Editor et d'autres collections de portraits d'écrivains sont publiés dans le Wings magazine qui sera diffusé par la Literary Guild of America. Le numéro de juillet 1931 présente d'autres portraits réalisés par Doris Ulmann comme ceux de J. Frank Dobie, Joseph Hergesheimer (en), John Galsworthy, Dorothy Parker, William Seabrook et de Mark Van Doren (en).

#### Ruralité, Mennonites et Shakers

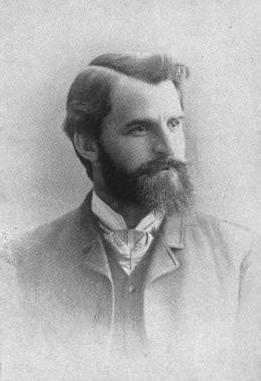
Portrait de Hamlin Garland.

Après cela, Doris Ulmann est en quête de personnes ordinaires au visage de caractère, elle parcourt les environs ruraux de New-York, puis se rend à Dunkard en Pennsylvanie où elle photographie des Mennonites et enfin visite les implantations des Shakers dans les États de Virginie, Pennsylvanie, New-York. Ses premières photographies sont publiées en 1926 par la revue Pictorial Photography puis en juin 1927 par le Scribner's Magazine et le Mentor Magazine en 1927 et 1928. Les clichés publiés par le Mentor Magazine sont réunis dans un recueil titré Character portraits by Doris Ulmann (« Portraits de personnages par Doris Ulmann ») accompagnés d'un d'article titré "Doris Ulmann's  Photograph" par Hamlin Garland dans lequel il écrit :  Doris Ulmann is a sincere artist with an individual point of view ... all her portraits carry a distinctive quality, a quality which makes her records of these passing types of rural communities ... an important contribution to our social history (« Doris Ulmann est une artiste sincère avec un point de vue personnel... tous ses portraits portent une qualité distinctive, une qualité qui fait de ses archives de ces types de communautés rurales éphémères... une contribution importante à notre histoire sociale »),.

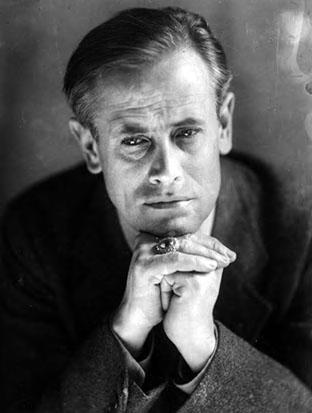
Portrait de John Jacob Niles.

#### John Jacob Niles
En 1927, Doris Ulmann fait la connaissance du musicien John Jacob Niles (en), elle voit en lui l'homme qu'elle cherchait. Ce dernier formé au conservatoire de musique de Cincinnati est notamment connu pour ses tournées américaines et européennes avec la chanteuse d'opéra Marion Kirby titré Negro Exaltations and Kentucky Mountain Songs (« Exaltations nègres et chants des montagnes du Kentucky »). Ses tournées lui rapportaient seulement 32 $ par mois, aussi accepte-t-il la proposition de Doris Ulmann de l'accompagner dans les Appalaches afin de compléter les clichés de sa patronne par ses connaissances des musiques locales. Dans un premier temps il devient son assistant photographe, il la suit à bord d'une Chevrolet qu'elle lui a achetée pour l'occasion pendant que Doris Ulmann roule dans une Lincoln conduite par son propre chauffeur.
Plus tard dans les années 30 l'amitié entre Doris Ulmann et John Jacob Niles devient une relation amoureuse.

#### Les Appalaches
Dès 1928, Doris Ulmann commence à s'intéresser aux populations descendantes des Irlandais et Ecossais venus s'installer au cours des 18ème et 19ème siècles dans la région des Appalaches. Populations qui vivent dans des bourgades et villages à l'écart du reste des États-Unis conservant leurs mœurs et activités artisanales traditionnelles. Allen H. Eaton (en) écrit dans on livre Handicrafts of the Southern Highlands pense que ces populations des Appalaches sont probablement les seuls "purs" Américains d'origine anglo-saxonne vivant aux États-Unis, mais populations réputées illettrées et dans une grande précarité. Les clichés de ces populations pris Doris Ulmann sont rassemblés dans un album titré The Moutaineers of Kentucky (« Les montagnards du Kentucky ») sont expédiés au Scribner's Magazine pour publication,,.

#### Julia Peterkin

Photographie Doris Ulmann en compagnie de Julia Peterkin, prise par Doris Ulmann grâce à un retardateur.

Au début de l'année1929, Doris Ulmann fait la connaissance de celle qui deviendra une de ses amies intimes, Julia Peterkin qui a remporté le Prix Pulitzer du roman pour son roman Scarlet Sister Mary. Ensemble elles projettent de réaliser un livre qui aurait pour titre Roll, Jordan, roll, basé sur la vie d'une communauté d'Afro-Américains les Gullah qui travaillent et vivent dans les Lang Syne Plantation (en) près de Fort Motte (en) dans l'État de la Caroline du Sud. Elles partent ensemble rencontrer les Gullah, Julia Peterkin rassemble les données nécessaires pour écrire son roman pendant que Doris Ulmann prend les photographies qui illustreront son roman,,,.
Doris Ulmann fait au moins deux voyages en Caroline du Sud, le premier en 1929, le second durant l'hiver de l'année 1930. Lors de son premier voyage, elle fait une première halte à Bryson City dans la Caroline du Nord, plus précisément dans les Monts Great Smoky, puis une seconde à Lumberton près de la côte atlantique avant de s'arrêter à Charleston. Elle commence à se documenter sur les Gullah, mais sans grands succès, les habitants de Charleston restent dans leur quant à soi. Elle se rend à Columbia en 1929 puis en 1930 pour finir les prises de photographies des plantations de Julia Peterkin. La Grande Dépression n'aura pas d'impact du fait de l'éloignement de la Caroline du Sud.
Avec la parution de Roll, Jordan, roll plusieurs de ses clichés font l'objet d'expositions comme celle qui s'est tenue  en novembre 1930 à Boston et organisée par la Harvard Society for Contemporary Art titrée "International Photography". Sa réputation est faite, elle est associée aux grands noms de la photographie comme Berenice Abbott, Eugène Atget, Walker Evans, Charles Sheeler, Alfred Stieglitz, Paul Strand ou Edward Weston.
La publication de Roll, Jordan, roll en décembre 1933 est une déception, les 72 photographies sont mal reproduites, pâles, seule une édition de luxe tirée à 350 exemplaires au printemps 1934 présente 90 clichés de façon claire, mais ces exemplaires ne seront connus qu'après la mort de Doris Ulmann. Cela dit le public retient de Roll, Jordan, roll les photos de Doris Ulmann, qui reçoit le soutien de la National Association for the Advancement of Colored People. Il est à noter que si le style du livre est quelque peu dépassé en revanche les photos de Doris Ulmann deviennent avec le temps des classiques de l'art photographique, recueillant un accueil plus que favorables de la part des critiques comme Dorothy Van Doren (en) du Nation, John Chamberlin du New York Times, Welbourne Kelley du Saturday Review (U.S. magazine) (en) ou Dorothy Scarborough de la New York Times Book Review.

#### La Nouvelle-Orléans
Lors d'une halte à La Nouvelle-Orléans  en mai et juin 1931, Doris Ulmann prend en photo des commerçants Cajun, des Créoles membres de l'aristocratie locale et des Sœurs de la Sainte Famille de la Nouvelle-Orléans, une congrégation religieuse comptant dans ses rangs uniquement des Afro-Américaines dont le couvent est situé dans le Vieux Carré français enfin elle prend des clichés de religieuses de l'Ordre de Sainte-Ursule.
Avant de quitter La Nouvelle-Orléans, Doris Ulmann et John Jacob Niles font une escapade pour photographier la Melrose Plantation (en) à proximité de la ville de Natchitoches, photographies gardant en mémoire la vie traditionnelle de l'ancienne American way of life de ces endroits. Avant de s'en retourner à New-York, Doris Ulmann et John Jacob Niles voyagent le long de la côte atlantique, prennent des photos de la ville de Mobile dans l'État de l'Alabama et continuent leur route vers Columbia pour rendre visite à Julia Peterkin.

#### Retour à New-York, Allen H. Eaton

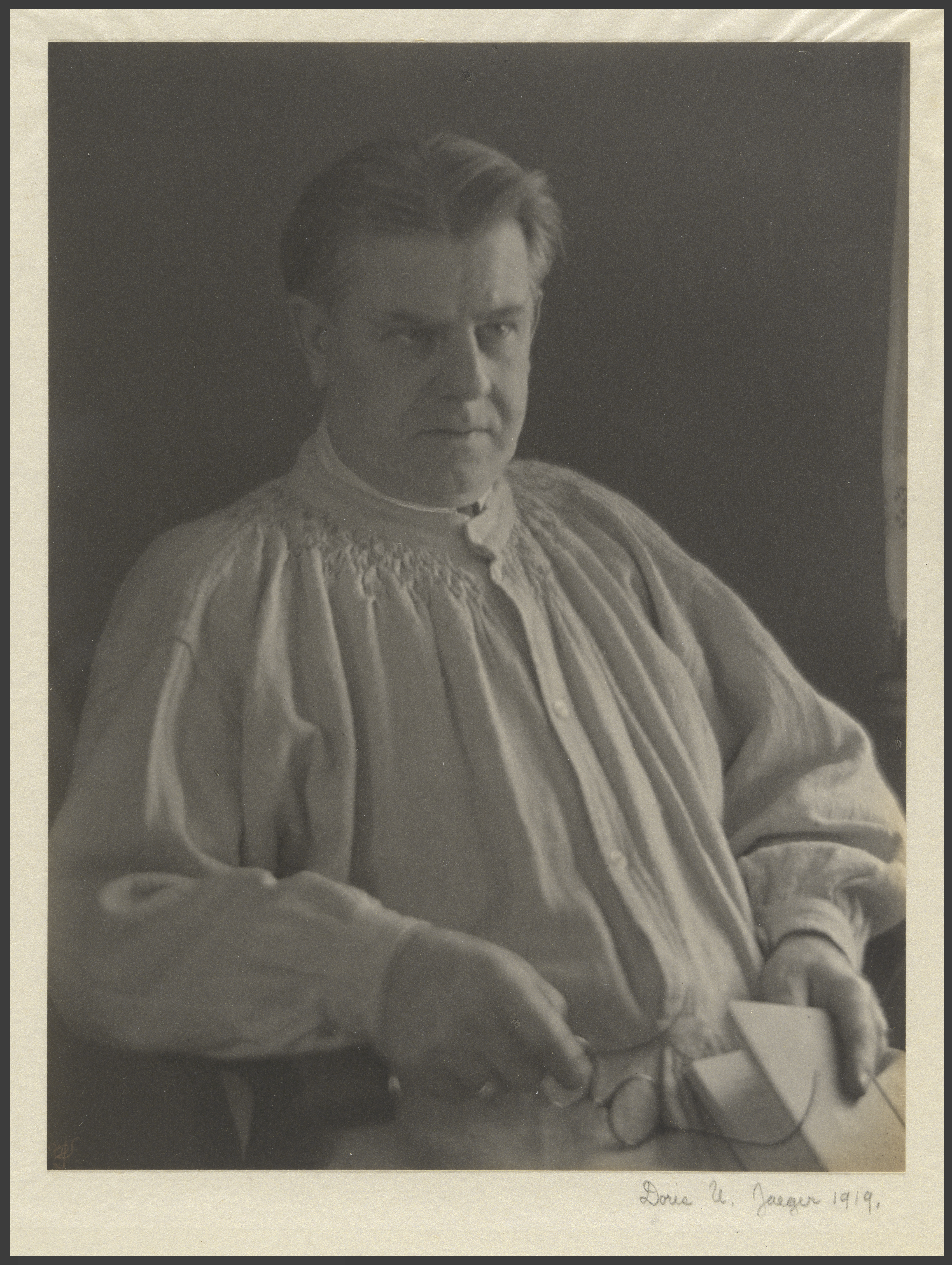
Frederic Goudy photographié par Doris Ulmann en 1919.

Par l'intermédiaire de Clarence H. White et Frederic Goudy, Doris Ulmann fait la connaissance de Allen H. Eaton (en) l'un des membres du Département des enquêtes et des expositions de la Fondation Russell Sage. Allen H. Eaton est engagé personnellement pour le développement économique des Appalaches. Ce dernier a découvert le travail de Doris Ulmann grâce à une conférence qui s'est tenue à Knoxville dans les années 1930, leur amour commun des Appalaches est la base de leur amitié,.
Dès 1932, Allen H. Eaton entreprend une étude sur la production artisanale des hommes et des femmes des Appalaches, étude qui ferait l'objet d'un livre et c'est dans cette perspective qu'il contacte Doris Ulmann, pour lui demander si elle serait partante pour illustrer son livre par des photos et pour la convaincre il l'assure qu'il a l'aval de la Fondation Russell Sage. Doris Ulmann donne son accord avec une condition, son travail ne sera pas rémunéré en échange de quoi, en plus des clichés prévus pour le livre elle pourra prendre les photos qu'elle veut pour les ajouter à se propre collection,.
L'ouvrage voit le jour en 1937, sous le titre  Handicrafts of the Southern highlands illustré par 58 photographies de Doris Ulmann, morte trois années auparavant. 

#### Les dernières années

##### Greenwich Village
En 1932, Doris Ulmann prend une série de photos ayant pour sujet Greenwich Village et ses artistes, des marchés et boutiques de Bleecker Street.  

##### La frontière entre le Kentucky et la Virginie
En juin 1932,  Doris Ulmann et John Jacob Niles partent pour prendre différents clichés de la vie villageoise bordant la frontière entre le Kentucky et la Virginie comme à Whitesburg, Hazard, Cumberland et Kingdom Come, Kentucky (en), puis la région de Herrogate dans le Tennessee et font une halte à Knoxville avant de s'en retourner à New-York. 

##### Ansel Adams
À New-York Doris Ulmann rend visite à Ansel Adams à son hôtel de Park Avenue pour le prendre en photographie. 

##### Brasstown

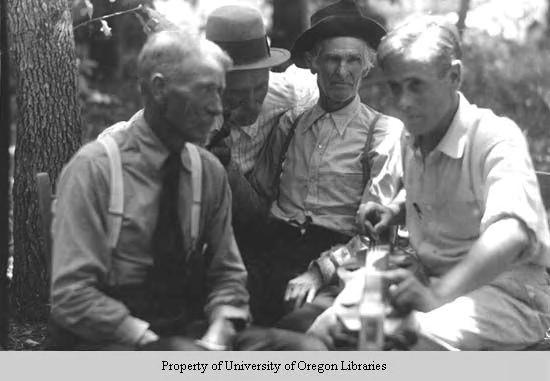
Une journée à Brasstown, cliché pris par Doris Ulmann en 1934.

En juillet 1933, Doris Ulmann et John Jacob Niles après une halte à Whitesburg ils se rendent dans un hôtel à Murphy dans la Caroline du Nord. De là, elle se rend à Brasstown, North Carolina (en), plus particulièrement visiter la John C. Campbell Folk School (en) dont les élèves viennent de toutes les fermes, villages et hameaux  environnants,.  

##### Le Berea College

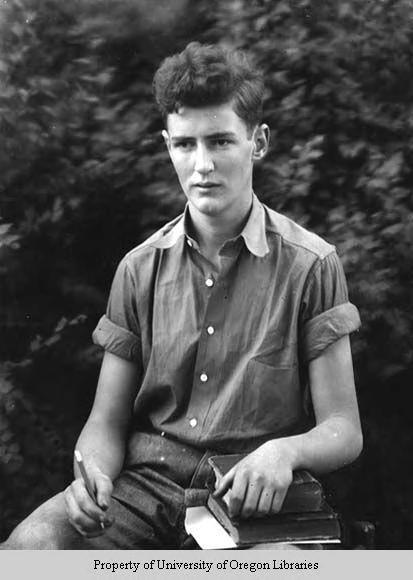
Etudiant du Berea College photographié par Doris Ulmann.

En 1933, par l'intermédiaire de  la Fondation Russell Sage, le président du Berea College donne son accord pour que se tienne dans son établissement une exposition des photos de Doris Ulmann. 

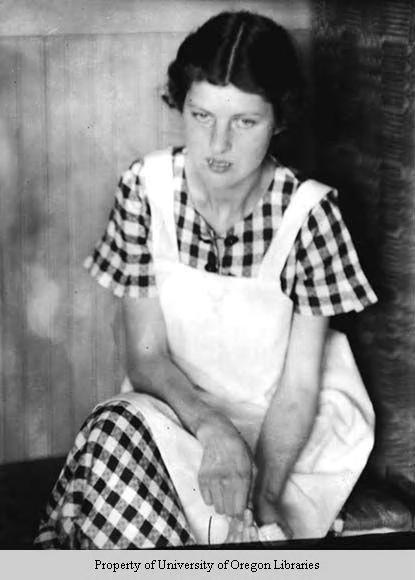
Etudiante du Berea College photographiée par Doris Ulmann.

Le Berea College intéresse Doris Ulmann car ses étudiants pour la plupart viennent des Appalaches. Elles prend de nombreux clichés de ces étudiants qui feront l'objet d'une exposition au Berea College en octobre 1933.

##### Dernière photographies
Au début de l'année 1934, la santé de Doris Ulmann commence à se détériorer. 
Les dernières photographies prises par Doris Ulmann date du  4 août 1934 qui ont pour sujet la vie d'une famille de fermiers  habitant en haut des Turkey Mountains dans les environs de Asheville dans l'Etat de la Caroline du Nord. 

##### Dernières volontés et décès
De retour à New-York, le 21 août 1934, elle prend ses précautions pour que  Allen H. Eaton et John Jacob Niles s'assurent de sa fondation au Berea College, chose confirmée par le président de l'université,.
Doris Ulmann  meurt paisiblement au petit matin du 28 août 1934 dans sa suite du Battery Park Hotel,,. 

### Vie privée
En 1917, Doris Ulmann épouse Charles H. Jaeger un chirurgien orthopédiste et professeur au Columbia University College of Physicians and Surgeons (en), le couple divorce en 1925 ; en 1927, elle rencontre John Jacob Niles qui devient son compagnon jusqu'à la fin de sa vie,,.

## Œuvres
- (en-US) Movers & makers : Doris Ulmann's Portrait of the Craft Revival in Appalachia, Berea, Kentucky, Berea College, 40 p. (OCLC 772611194),
- (en-US) The Faculty of the College of Physicians & Surgeons, Columbia University in the City of New York, New York, Paul B. Hoeber, 1919, 78 p. (OCLC 13121700),
- (en-US) A book of portraits of the faculty of the Medical Department of the Johns Hopkins University, Baltimore, Baltimore, Maryland, Johns Hopkins Press, 1922, 46 p. (OCLC 6370171),
- (en-US) A Portrait Gallery of American Editor (préf. Louis Evan Shipman), New York, William Edwin Rudge, 1925, 177 p. (OCLC 3015145),
- (en-US) Julia Peterkin (photogr. Doris Ulmann), Roll, Jordan, roll : the photographic studies by Doris Ulmann, New York, R. O. Ballou, 1933, 251 p. (OCLC 1325262992),
- (en-US) Allen Eaton (photogr. Doris Ulmann), Handicrafts of the Southern highlands, New York, Russell Sage Foundation (réimpr. 1948) (1re éd. 1937), 370 p. (OCLC 155721978, lire en ligne),
- (en-US) Robert Frost (photogr. Doris Ulmann), Collected poems of Robert Frost, New York, Halcyon House, 1939, 436 p. (OCLC 848974),
- (en-US) The Appalachia Photographs of Doris Ulmann (préf. Jonathan Williams, photogr. Doris Ulmann), Penland, Caroline du Nord, The Jargon Society, coll. « Jargon » (no 50), 1971 (ISBN 9780912330006, OCLC 586457),
- (en-US) The Darkness and the Light (préf. William Clift, photogr. Doris Ulmann), Millerton, Etat de New York, Aperture, 1974, 111 p. (ISBN 9780912334608, OCLC 2729831),

## Galerie

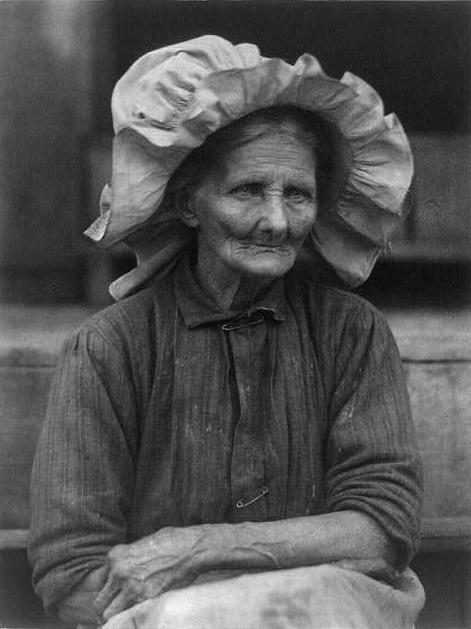
Vers 1930
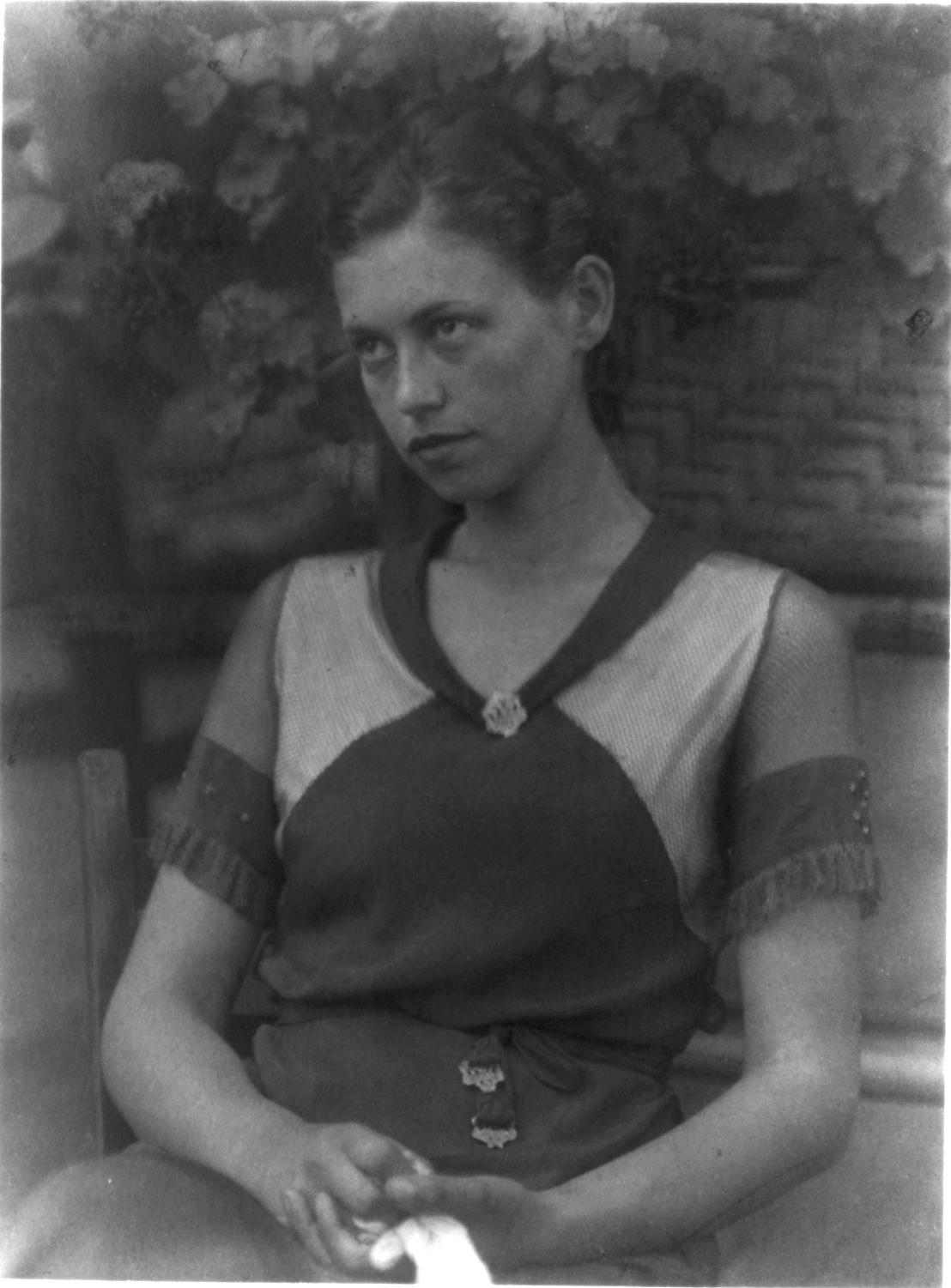
Vers 1930
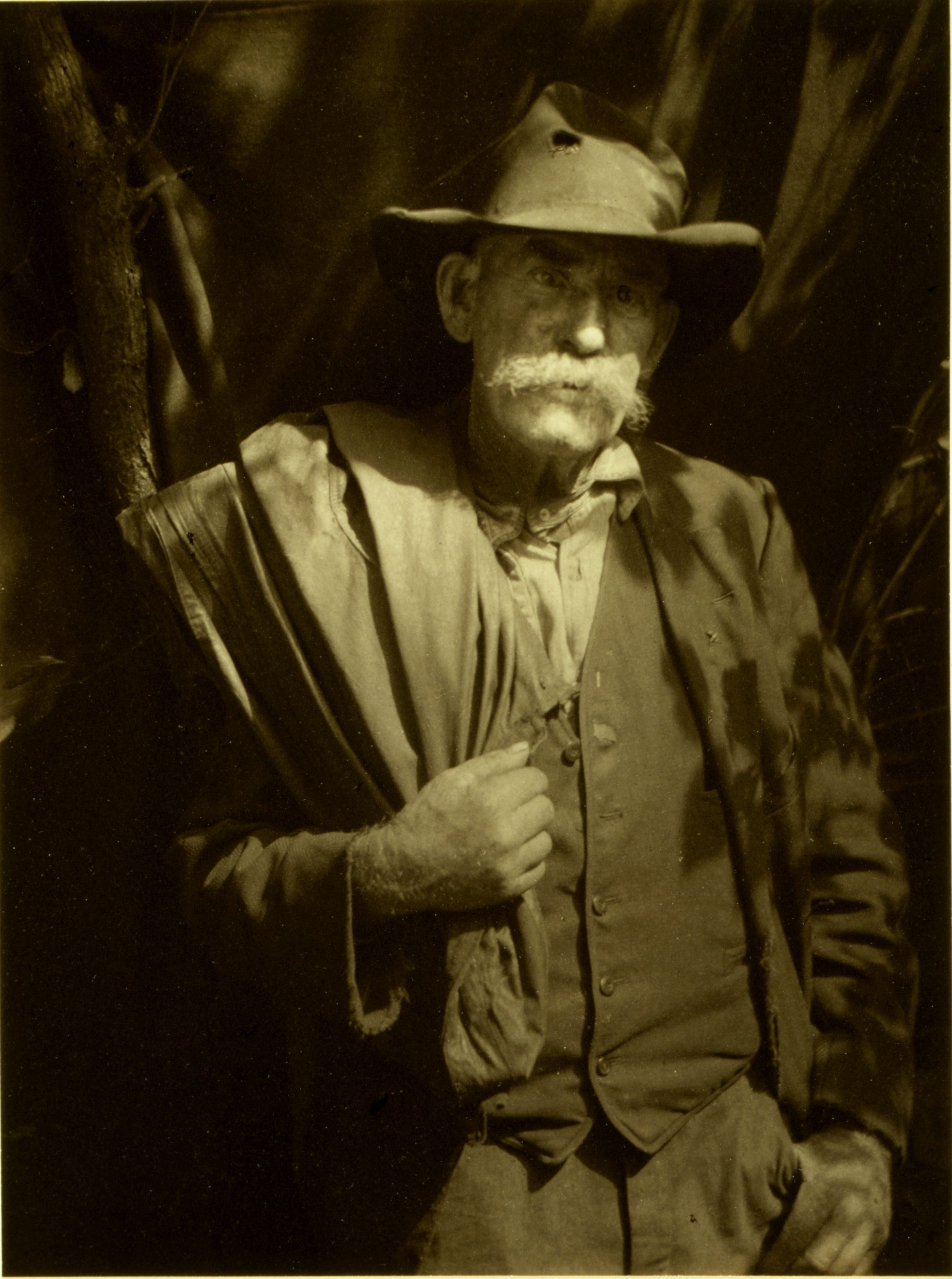
1928
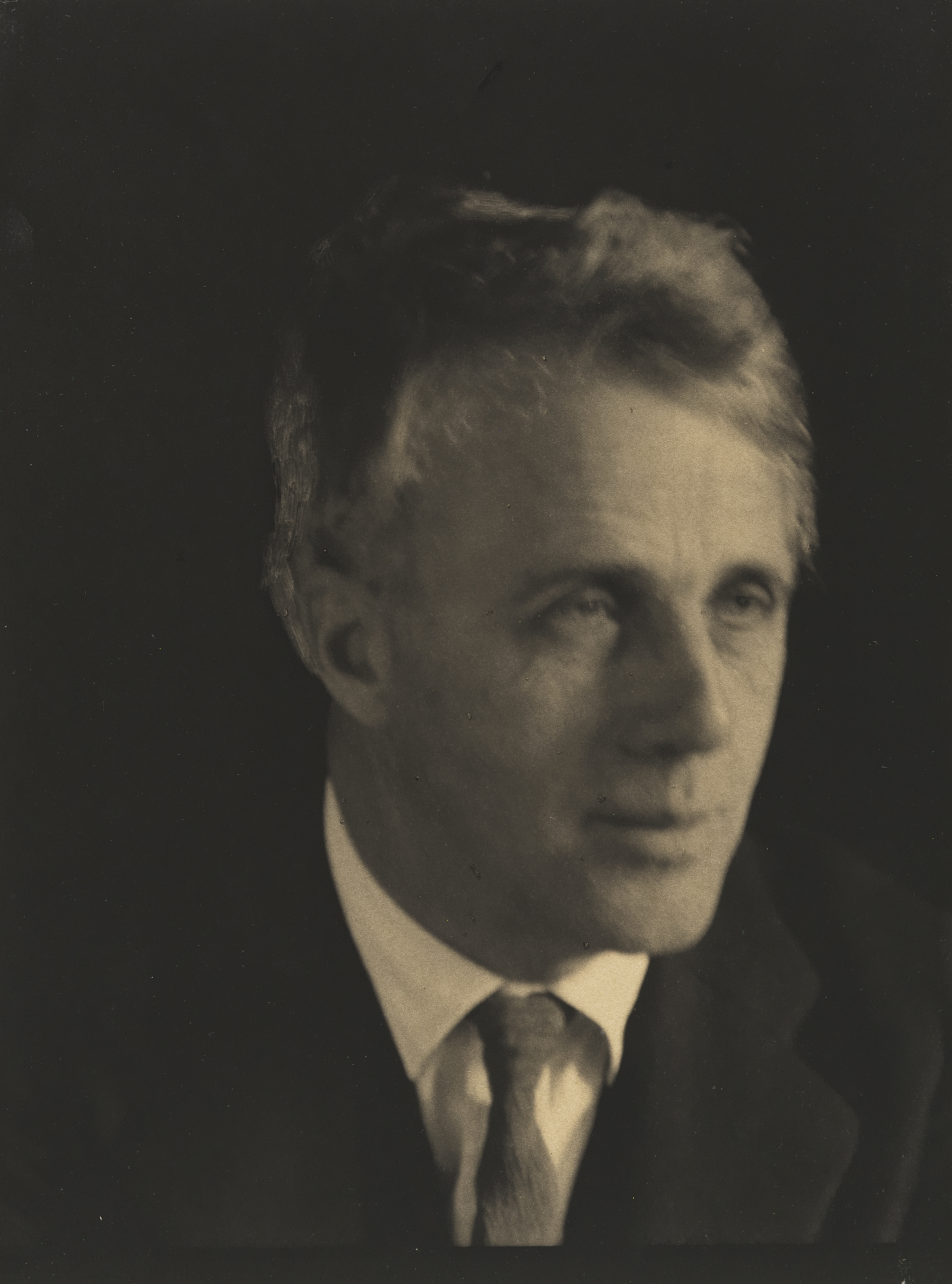
Robert Frost
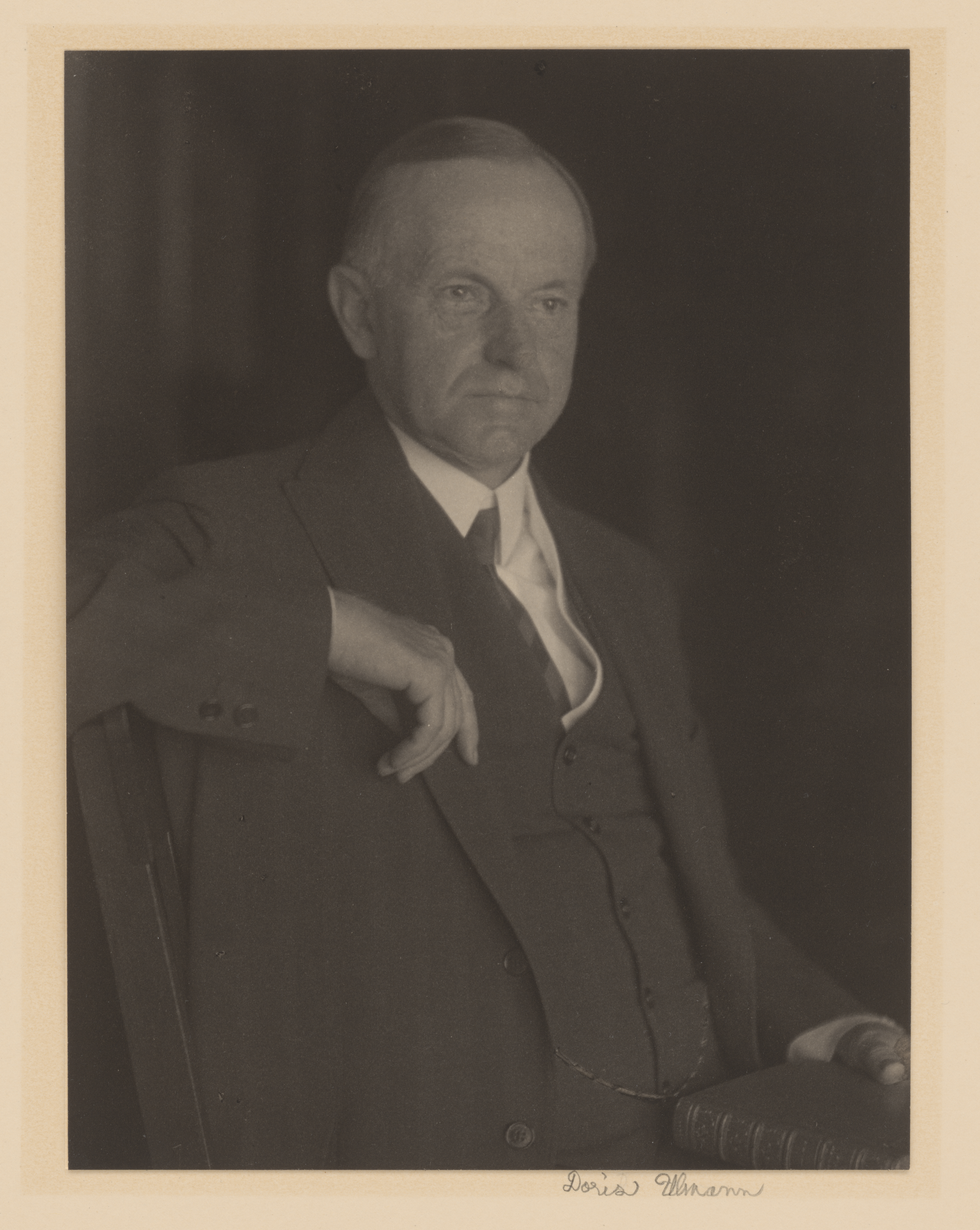
Calvin Coolidge
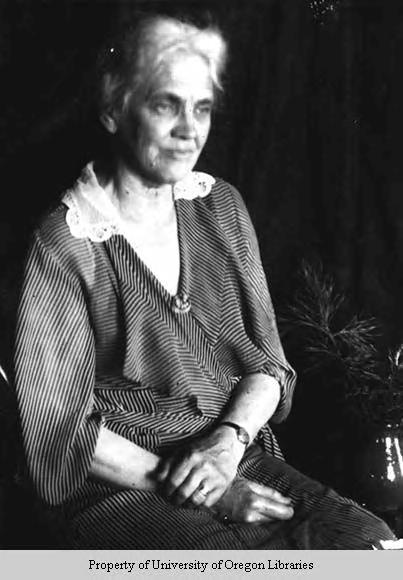
Elinor Frost l'épouse de Robert Frost
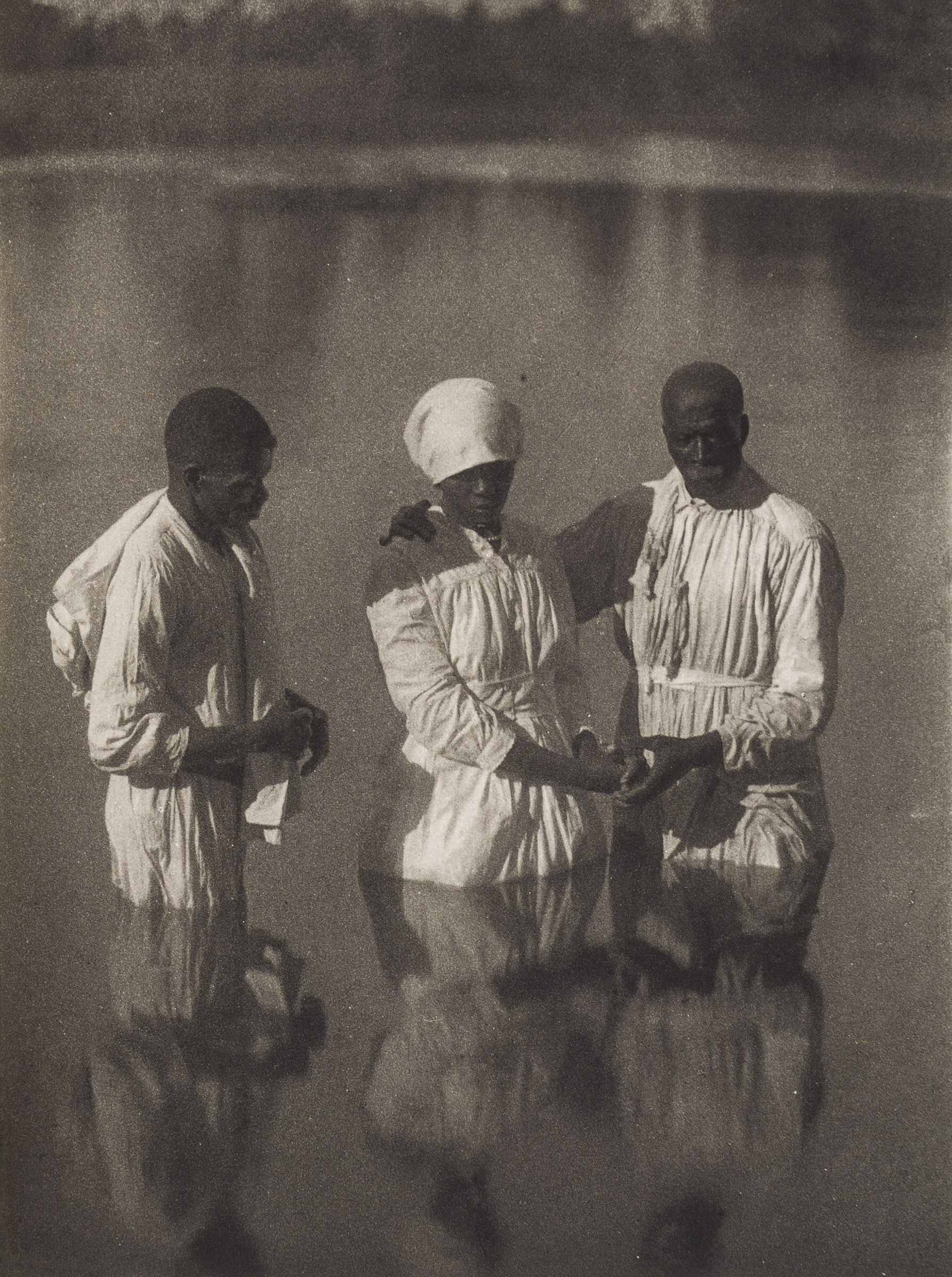
Groupe de baptistes

## Expositions permanentes
Plusieurs musées exposent de façon permanente des photographies de Doris Ulmann
- L'Art Institute of Chicago[38],
- Le Nelson-Atkins Museum of Art[39],
- La National Gallery of Canada[40],
- Le Metropolitan Museum of Art de New York[41],
- Le San Francisco Museum of Modern Art[42],
- Le Smithsonian American Art Museum[43],
- Le J. Paul Getty Museum[44],
- La New York Public Library Photography Collection[45],
- La National Portrait Gallery à Washington[46],